# Lithacodia mella
Lithacodia mella là một loài bướm đêm trong họ Noctuidae.